# Ferchar I.
Ferchar I. (Ferchar mac Connad) (* vor 636; † um 651) war in den Jahren 642 bis 650 König des irisch-schottischen Reiches Dalriada.

## Leben
Ferchar war der Sohn von Connad Cerr und ein Vetter des Königs Domnall Brecc, der ihn vermutlich bereits 636 als Mitkönig anerkennen musste. Spätestens als Domnall 642 im Kampf gegen den König Owen von Strathclyde bei Strathcarron fiel, wurde Ferchar alleiniger König. Auf Ferchar I. folgte ab 650 die gemeinsame Herrschaft von Dúnchad mac Conaing und Conall Crandomna.